# 村山峰
村山峰（英語：Murayama Crests）是南極洲的山峰，位於奧次地，處於卡納克峰東北面7公里，屬於庫克山脈的一部分，海拔高度2,020米，現時由南極條約體系管理。